# Remigius Fesch
Pour les articles homonymes, voir Fesch.
 (mai 2009).
Si vous disposez d'ouvrages ou d'articles de référence ou si vous connaissez des sites web de qualité traitant du thème abordé ici, merci de compléter l'article en donnant les références utiles à sa vérifiabilité et en les liant à la section « Notes et références ».
Remigius Fesch (ou Faesch), né à Bâle le 26 mai 1595 et mort également à Bâle le 27 février 1667 est un historien d'art et universitaire suisse. Il est en particulier le fondateur d'un cabinet de curiosités légué à la ville de Bâle en 1823.

## Biographie
Issu d'une famille patricienne de Bâle ayant compté de nombreux magistrats, Remigius Faesch est le fils d'un bourgmestre de Bâle, Jean Rodolphe Faesch (1672-1659) et d'Anna Gebwiler. Il est aussi désigné sous les noms et appellations, Remigius Faesch, Remigius Fasch, Remigius Fesch, Rémy Faesch ou Rémy Fesch. Il portait le nom de son grand-père, le bourgmestre Remigius Faesch (1541-1610), homme politique majeur de son temps, et celui de son ancêtre l'architecte Rémy Faesch (né vers 1460-décédé en 1534). 
Se consacrant à une carrière juridique et à l'enseignement comme la plupart des membres de sa famille, il fut étudiant à Bâle de 1614 à 1616 et a été l'élève des professeurs Hermann von Vultejus et Sixtus Johannes Amana, dit Sixtinus. Il étudia la jurisprudence non seulement à Bâle mais aussi à Genève, Lyon, Bourges, Kassel et Marbourg. En plus de l’Italie qu’il visita à plusieurs reprises, il fit de nombreux voyages notamment en France et en Allemagne. Il raconta le voyage qu'il fit en Italie dans sa jeunesse dans un journal qui est aujourd'hui disparu. 
À la fin de ses études en 1628, il devint docteur en droit puis jurisconsulte et professeur de droit à l'université de Bâle. Remarqué pour ses talents de juriste et son érudition, il fut nommé recteur de cette université à plusieurs reprises (1637-1638, 1649-1650, 1660-1661). Il eut plusieurs attributions et fut professeur des institutions dès 1629, du code en 1630 et des pandectes en 1637. Des princes étrangers faisaient régulièrement appel à lui pour des conseils pointus et techniques sur des questions de droit. C'est ainsi qu'il devint conseiller auprès des ducs de Wurtemberg et des margraves de Bade-Durlach.

## Le musée Faesch
Grand collectionneur, Remigius Faesch fonda le cabinet Faesch, constitué en fidéicommis, qui ne sera dispersé qu’en 1823 et fut l'initiateur d’un jardin botanique. Le Faeschisches Kabinett fut installé au Petersplatz dès 1653. 
La collection comprenait à ce moment-là 150 tableaux (certains de Hans Baldung Grien, de Hans Holbein, une Nativité rhénane de 1458), des portraits de famille, plus de mille dessins (certains de Van Dyck, environ deux mille gravures sur bois), quelques milliers d’estampes (certaines de Rubens, plus de huit mille monnaies et médailles (dont cinq mille antiques)), des illustrations des sciences naturelles, au moins quatre-vingt-seize matrices de bois de Dürer, des sculptures, des pièces d’orfèvrerie. Dans l’inventaire dressé en 1648, on comptait 648 dessins dont 191 de Dürer, 200 italiens, et 257 de maîtres allemands, flamands et néerlandais. La collection Faesch comprenait le premier exemplaire connu de gravure sur bois, un alphabet composé d’hommes et d’animaux, antérieur à celui du British Museum.
En 1619, il commanda à l’ébéniste Franz Pergo un imposant cabinet, très ouvragé dans le goût maniériste, aux influences bourguignonne et allemande qui est actuellement conservé au musée d'histoire de Bâle ainsi que de nombreuses œuvres du cabinet Faesch.
Il possédait une bibliothèque de plus de 5 000 volumes. Embrassant toutes les branches du savoir, elle contenait notamment deux cents manuscrits grecs et carolingiens. 
Le professeur Faesch rédigea des études et des monographies sur certains artistes. Il fournit notamment des renseignements inédits sur Holbein et est l’auteur du premier catalogue raisonné de l’artiste. 
Il réalisa des études approfondies sur certains sujets et laissa des inventaires détaillés des gravures sur bois et des estampes, ainsi que des objets en or et en argent connus à son époque.
Les catalogues de sa bibliothèque qu'il rédigea fournissent également de précieux renseignements : le Thesaurus rei numerariae, pour les monnaies anciennes, les Huminae industriae momumenta, grande encyclopédie des arts et des techniques (in-folio rempli de notices sur l’histoire de l’art réparties selon un plan d’ensemble). On y trouve la liste des grandes collections européennes ainsi que la compilation des plus remarquables artistes de tous les temps. Il réédita l’Institutionum Imperialium Analysis de Julius Pacius à Beriga. 
Il observa et étudia le retable d'Issenheim de Grünewald, chef d’œuvre de la peinture de la Renaissance, conservé actuellement à Colmar, et en fit une fiche détaillée et savante. Il est considéré comme l’un des meilleurs témoins de cette œuvre dans son état originel. Il réalisa une fiche sur le peintre Bruno Holbein, frère de Hans Holbein, qui constitue le seul témoignage mentionnant l'existence de ce peintre.
Remigius Faesch possédait le portrait du bourgmestre Jacob Meyer von Hasen (1482-1531) et celui de son épouse Dorothea Kannengieber peints par Holbein. Leur fille Anna Meyer von Hasen était la grand-mère de Remigius. Un portrait de Hans Holbein le Jeune daté de 1526 la représente. Le peintre Bartholomaus Sarburgh réalisa en 1621 le portrait du professeur Faesch. Remigius Faesch recevait régulièrement des intellectuels, des savants et des personnages officiels de l'Europe érudite de son époque.

### Postérité des collections Faesch
Remigius Faesch décéda le 27 février 1667 à Bâle. Après sa mort, son frère Christophe Faesch administra le musée Faesch et y ajouta ses propres collections. Celles-ci se composaient de livres, de manuscrits, de pierres précieuses, des curiosités de l’Inde et de l’Amérique, des médailles antiques, des pièces grecques et romaines, ainsi qu’un vase d’agate. Ce fut par la suite le fils de ce dernier, Sébastien Faesch (6 juillet 1647 - 27 mai 1712), docteur en droit, professeur de droit de l’université de Bâle, recteur de l’université de Bâle, et jurisconsulte, qui prit la suite de l'administration du musée Faesch. 
Un membre de la famille Faesch offrit d’ailleurs l’un de ses objets d’art au Roi Louis XIV. Il s’agissait d’une intaille d’époque romaine : Achille citharède, intaille en améthyste signée Pamphilos.
S’inscrivant dans la lignée du cabinet Amerbach dont les collections furent rassemblées quelques années plus tôt, le musée Faesch se plaçait dans cette tradition savante et érudite des anciens cabinets de curiosités et autres collections princières. Il fut considéré du XVIIe jusqu’au XIXe siècle comme l’un des cabinets de curiosités les plus beaux d’Europe.
Constitué en fidéocommis, les collections du musée Faesch furent administrées depuis 1667 par les membres de la famille du fondateur pour être finalement léguées à l'université et à la ville de Bâle en 1823. Elles sont actuellement réparties au sein de différents musées de Bâle et principalement au musée historique de la ville et au Kunstmuseum.